# Stockholms stads lantegendomsnämnd
Lantegendomskommittén var en kommunal inrättning i Stockholm som grundades 1907, vars uppgift var att förvalta och bebygga de lantegendomar som Stockholms stad förvärvade utanför tullarna sedan 1904. Kommittén som 1908 ombildades till Stockholms stads lantegendomsnämnd hade stor betydelse för tillkomsten av Stockholms trädgårdsstäder. Lantegendomsnämnden efterträddes 1920 av Stockholms stads fastighetskontor.
Till kommitténs första ordförande utsågs i maj 1907 politikern och borgmästaren i Stockholm, Carl Lindhagen, son till Albert Lindhagen som hade gjort sig känt för Lindhagenplanen i Stockholm och 1874 års bebyggelsestadga. Lantegendomskommittén började sitt arbete med att kontakta arkitekten Per Olof Hallman och ingenjören Nils Gellerstedt med uppdraget att utarbeta en stadsplan för det nyinköpta området i Enskede. Riktlinjerna var ett slags program för de framtida trädgårdsstäder i Stockholm, som stämde överens med Lindhagens egen ideologi, nämligen att stadens mark skulle användas för att lösa bostadsfrågan för “vanligt folk”.
En viktig fråga som kommittén fick ta ställning till var om byggtomter skulle säljas eller upplåtas med tomträtt. Eftersom staden inte vill avhända sig äganderätten beslöts i november 1907 att inrätta ett särskilt kreditinstitut med speciell uppgift att förmedla lån mot inteckning i tomträtt. 1908 bildades så Stockholms tomträttskassa.
Lantegendomskommittén avlöstes 1908 av Stockholms lantegendomsnämnd, även där var Carl Lindhagen ordförande tills Carl Meurling blev dess direktör mellan 1908 och 1919. Under trädgårdsstädernas stora utbyggnadstid på 1920- och 1930-talen var det normalt att Lantegendomsnämnden i samband med tomträttsupplåtelsen tillhandahöll utöver kostnadsberäkningar även en rad typritningar med billiga och praktiska lösningar.